# Eugenia (djur)
För andra betydelser, se Eugenia.
Eugenia är ett släkte av tvåvingar som ingår i familjen parasitflugor.

## Arter
- Eugenia fugax
- Eugenia silvatica